# Хемдинген
Хемдинген (нем. Hemdingen) — община в Германии, в земле Шлезвиг-Гольштейн. 
Входит в состав района Пиннеберг. Подчиняется управлению Ранцау.  Население составляет 1624 человека (на 31 декабря 2010 года). Занимает площадь 16,42 км².